# Ciriaco Jiménez Ugalde
Ciriaco Jiménez Ugalde o Giménez Hugalde (Pamplona, 5 de febrero de 1828 - Toledo, 1893) fue un organista, maestro de capilla y compositor español del siglo XIX. Alumno de Guelbenzu y Eslava, fue organista de las catedrales de Jaca, Valencia y desde 1865, Toledo. Es autor de obras religiosas.

## Biografía
Nacido en Pamplona el 5 de febrero de 1828, tuvo por maestro de solfeo a su mismo padre, y aprendió el piano bajo la dirección del profesor José Guelbenzu, organista de la parroquia de San Saturnino de dicha ciudad. Habiéndose dedicado al estudio de la composición y del órgano, marchó a perfeccionarse en ambos ramos en el Conservatorio de Madrid, bajo la dirección de Hilarión Eslava, que desempeñaba por aquel entonces las dos asignaturas. En ellas obtuvo nota de sobresaliente, y, previa oposición, en mayo de 1857, el magisterio de la catedral de Jaca. En 1861 hizo oposición al de la metropolitana iglesia de Valencia, y en febrero de 1865 al de la primada de Toledo, que le fue concedido en 3 de marzo del mismo año. Compuso gran número de misas, salmos, responsorios, motetes, salves y letanías. Sus mejores obras habrían sido un Miserere de grandes dimensiones, una misa en mi bemol, dos salmos, dos cánticos y una salve con su correspondiente letanía.

## Obra
Entre sus obras más importantes hay un miserere, una misa y una salve.
Selección de composiciones:
- Dos motetes al Santísimo,[4] dedicados a su maestro Hilarión Eslava
- Elevación para órgano (1857).[5]